# Rok Rozman
Rok Rozman, slovenski veslač, * 2. januar 1988, Radovljica.
Sprva se je ukvarjal s hokejem na ledu in nastopal kot član slovenske mladinske reprezentance, nato pa se je posvetil veslaštvu. Za Slovenijo je nastopil med drugim tudi na Poletnih olimpijskih igrah 2008 v Pekingu.
Po olimpijski sezoni se je vrnil k študiju biologije na Oddelku za biologijo Biotehniške fakultete v Ljubljani. Hkrati se posveča ekstremnemu kajakaštvu in deluje kot aktivist za ohranjanje rek Balkana. V sklopu projekta Balkan Rivers Tour je leta 2016 organiziral množično veslanje po balkanskih rekah in spremljevalne akcije aktivistov, ki so ozaveščali o okoljskih posledicah zajezovanja rek za hidroelektrarne. Za svojo vlogo pri projektu je leta 2017 prejel priznanje zlato veslo, ki ga podeljuje mednarodna akademija World Paddle Awards za tekmovalne in ekstremne dosežke ter za dosežke na področju javnega delovanja v kajakaštvu. Spomladi 2020 se je aktivno vključil v protivladne proteste zaradi sprejetja novih zakonov. Maja 2020 so ga med sedečim protestom pred Ministrstvom za okolje, skupaj z Marinom Medakom in drugima dvema protestnicama, policisti odnesli v policijski kombi in odpeljali na policijsko postajo.